# Aszkelon (stacja kolejowa)
Aszkelon (hebr.: אשקלון) – stacja kolejowa w Aszkelonie, w Izraelu. Jest obsługiwana przez Rakewet Jisra’el.
Stacja znajduje się w zachodniej części miasta Aszkelon, w strefie przemysłowej Aba Hillel Silber. Dworzec jest przystosowany dla osób niepełnosprawnych.

## Połączenia
Pociągi z Aszkelon jadą do Lod, Tel Awiwu, Binjamina-Giwat Ada, Netanii i Aszdod.